# آندریاس گریفیوس
آندریاس گریفیوس (به آلمانی: Andreas Gryphius) (تولد: ۱۱ اکتبر ۱۶۱۶، مرگ: ۱۶ ژوئیه ۱۶۶۴) شاعر، نویسنده، و مترجم آلمانی دوره ادبی باروک بود. گریفیوس در سیلیزیا به دنیا آمد. پنج ساله بود که پدرش را ار دست داد و مرگ مادر نیز کمی بعد رخ داد. آوارگی و مرگ نزدیکان تأثیری ماندگار بر زندگی و آثارش برجای نهاد.
در سال ۱۶۳۸ به هلند رفت و ضمن تحصیل، مجموعه اشعارش را نیز منتشر کرد. وی در ۱۶۴۶ به استراسبورگ رفت و نمایشنامه‌نویسی را آغاز کرد و ۵ تراژدی نوشت. طی این سال‌ها بارها آثاری را از دیگر زبان‌های اروپایی به آلمانی ترجمه کرد. گریفیوس در سال ۱۶۶۴ در زادگاهش درگذشت.
گریفیوس با سعدی و آثارش آشنا بوده و از او تأثیر پذیرفته است.

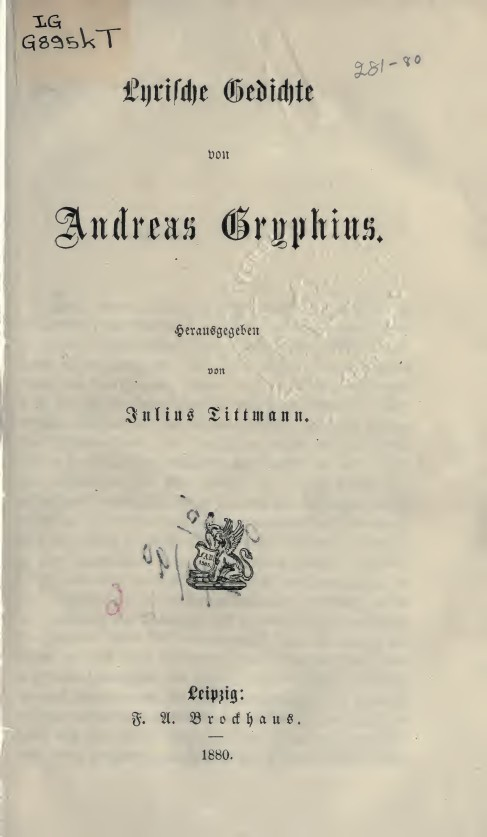
Lyrische Gedichte (1880)